# 7529 Ваньоцці
7529 Ваньоцці (7529 Vagnozzi) — астероїд головного поясу, відкритий 16 січня 1994 року.
Тіссеранів параметр щодо Юпітера — 3,479.